# اینتریپتیلین
اینتریپتیلین(به انگلیسی: Intriptyline) یک داروی ضدافسردگی سه‌حلقه‌ای (TCA) است که هرگز به بازار عرضه نشد.

## همچنین ببینید
- بنزوسیکلوهپتن‌ها
- سیکلوبنزاپرین
- ضد افسردگی سه حلقه ای